# Urukagina

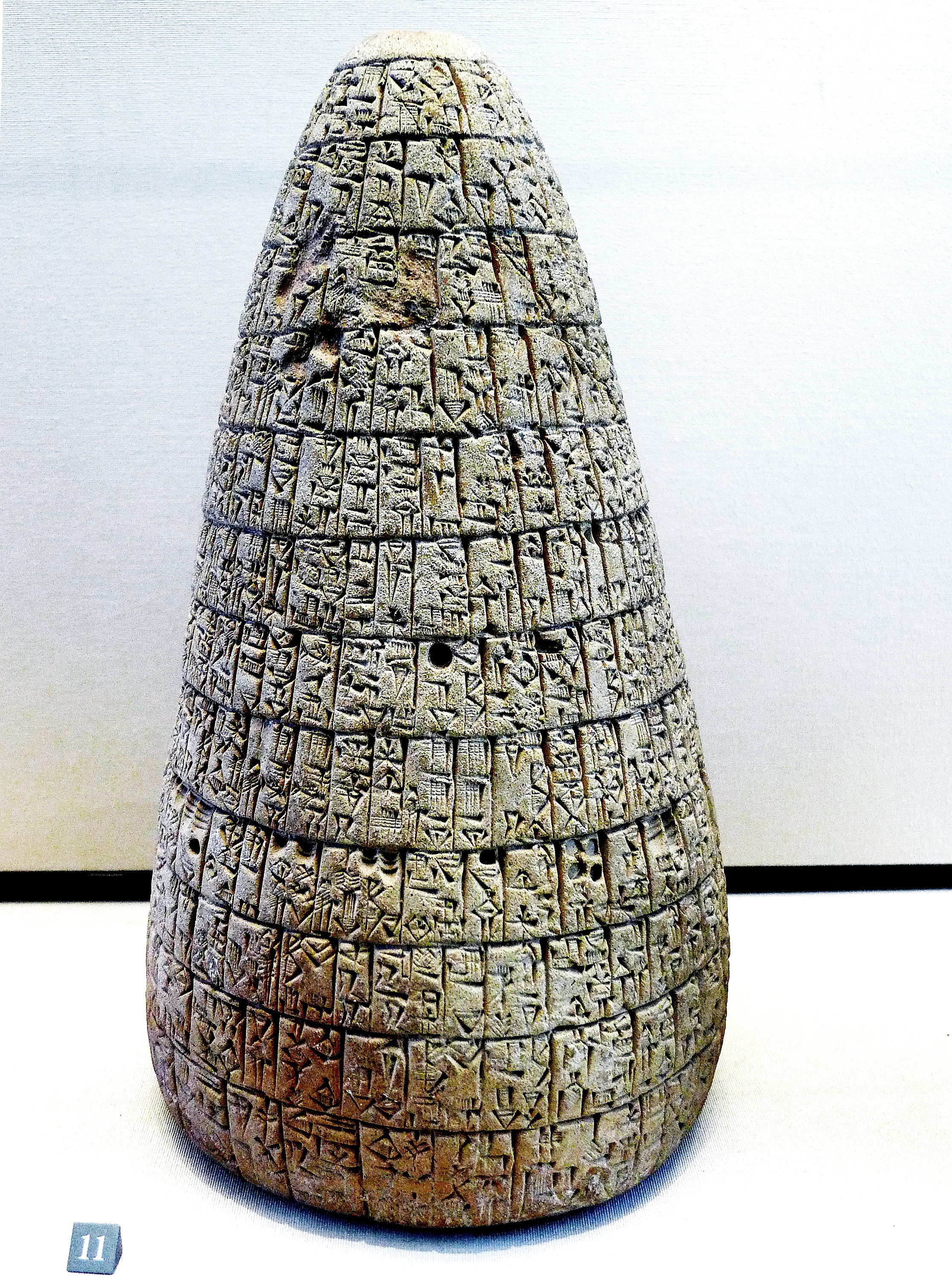
Cône d'Uru-KA-gina - Musée du Louvre (AO3149)

Urukagina, ou Uruinimgina, est un roi de Lagash, qui a régné à partir du milieu du XXIVe siècle av. J.-C..
On considère souvent qu'il s'agit d'un usurpateur, qui n'appartient pas à la dynastie royale qui régnait auparavant, mais cela est sujet à caution. Il semble bien lié à la famille de ses prédécesseurs Enentarzi et Lugal-Anda, et ce dernier et son épouse Baranamtarra sont encore en vie au début de son règne, reçoivent des distributions enregistrées par l'administration institutionnelle, et quand l'ancienne reine meurt durant la deuxième année du règne d'Urukagina, elle a droit à des funérailles nationales.
Son avènement s'effectue dans une période de troubles sociaux. Dans une célèbre série de six documents, le roi étale tous les abus auxquels il a mis un terme aussitôt monté sur le trône, et proclame avoir rétabli la paix sociale, ce que les chercheurs modernes qualifient de « réformes d'Urukagina » : révocation d'agents domaniaux coupables de divers abus, dont des détournements de biens institutionnels, restauration de la situation de pauvres opprimés par des riches. Les motivations et l'exécution concrète de ces « réformes » demeure difficile à mesurer à partir des inscriptions officielles. Elles semblent édictées à plusieurs moments de son règne, rapidement après son intronisation. Elles ont en tout cas un caractère novateur, puisqu'il s'agit des plus anciennes traitant d'un sujet social et présentant la figure du roi juste, reprise par la suite entre autres par Hammurabi dans son fameux code, et Cyrus II dans un cylindre retrouvé à Babylone.
Les "réformes" d'Urukagina : 
" Depuis des temps immémoriaux, depuis les origines, voici ce qui se passait : les hommes qui surveillaient les bateliers s'emparaient des bateaux. Les surveillants du bétail s'emparaient des ânes, s'emparaient des moutons. Les garde-pêche pillaient les pêcheries. Dans le domaine de l'ambar, les prêtres incantateurs mesuraient l'orge pour le paiement en nature des dîmes. Les bergers des moutons à laine, s'ils n'avaient pu fournir de moutons blancs, livraient de l'argent. Les arpenteurs, les grands chantres, les secrétaires, les brasseurs, qui n'avaient pu fournir d'agneaux sevrés, livraient de l'argent. Les bœufs des dieux, dans les terrains de l'ensi plantés de raves, faisaient le labourage ; dans les champs fertiles des dieux, en tant que terres de l'ensi, plantées de raves ou de concombres, ils se trouvaient. Les ânes d'attelage et les bœufs parfaits étaient confisqués aux prêtres administrateurs des temples. Avec l'orge de ces prêtres, on rétribuait la main-d'œuvre de l'ensi. (...) 
Telles étaient les anciennes coutumes. Mais lorsque le dieu Ningirsu, héros du dieu Enlil, eut confié à Urukagina la royauté de Lagaš, et qu'au milieu de 36 000 hommes il eut établi sur eux sa puissance, il appliqua les anciens décrets. Les instructions que le dieu Ningirsu lui avait données, il les exécuta. Des bateaux, il écarta les surveillants des bateliers. Des ânes et des moutons, il écarta les surveillants du bétail. Des pêcheries, il écarta les garde-pêche. II écarta le chef des magasins de céréales de l'orge des dîmes payées en nature aux prêtres incantateurs. Quant à l'argent livrable à la place des moutons blancs et des agneaux sevrés, il en écarta le contrôleur. Quant aux apports des prêtres administrateurs au Palais, pour s'acquitter de leur (redevance), il en écarta le contrôleur. (...) Il délivra les habitants de Lagaš des redevances (excessives), du contrôle (incessant), de la famine, du vol, du meurtre, et de l'expropriation. Il se fit leur protecteur. La veuve et l'orphelin ne furent plus livrés à l'homme puissant : au dieu Ningirsu Urukagina en avait fait la promesse." Extraits du cône B. 
Urukagina opère également des changements dans la titulature royale : il se proclame Lugal, « roi », de Lagash, et non plus Ensí, « vicaire » (d'un dieu), comme le faisaient ses prédécesseurs, puis « roi de Girsu », autre ville majeure du royaume, sans doute en raison de pertes territoriales.
Sur le plan militaire, l'armée de Lagash subit en effet plusieurs défaites successives infligées par celle d'Umma, son ennemi séculaire, dirigée par Lugal-zagesi, qui établit alors sa domination sur le pays de Sumer. Les tablettes administratives montrent les conséquences de ce conflit : pertes de territoires commémorées par des noms de mois, arrêt des échanges avec l'extérieur, diminution des distributions de rations, augmentation des ateliers de tissage, sans doute pour les besoins de l'armée, levées de troupes, repli de ressources domaniales et de la statue de culte du dieu Ningirsu vers les zones restées sous contrôle. Fait remarquable, Urukagina a fait graver une tablette (actuellement au Musée du Louvre) dans laquelle il énumère les pillages et destructions des lieux sacrés de Lagash et maudit son adversaire, ce qui constitue un cas unique de l'histoire de la Mésopotamie, généralement connue par les inscriptions des vainqueurs. Par la suite, Lugal-zagesi est vaincu par Sargon d'Akkad, qui crée le premier empire de l'histoire mésopotamienne en réunissant, pour plus d'un siècle, le sud de langue sumérienne au nord de langue sémitique. C'est alors que Lagash doit perdre son indépendance, et que le règne d'Urukagina s'achève.
Un personnage nommé Urukagina est plusieurs fois mentionné sur l'obélisque de Manishtushu, fils de Sargon : il s'agit peut-être de l'ancien roi de Lagash, réfugié ou exilé à Akkad.
Le règne d'Urukagina, le dernier de la Première dynastie de Lagash, est celui pour lequel nous disposons de la plus grande quantité d'archives cunéiformes provenant du site de Tello, l'antique Girsu, capitale religieuse du royaume. Le lot le plus important est celui des archives du temple de Bau, déesse locale, qui sont en fait les archives du domaine attribué à l'épouse d'Urukagina, la reine Sasag. En effet, durant une réforme effectuée par ce roi ou un de ses prédécesseurs direct, les domaines du roi, de la reine et du prince héritier étaient passés sous la propriété symbolique des dieux du royaume, dont les membres de la famille royale étaient les représentants sur Terre, et dont ils pouvaient donc disposer légitimement.